# Esmílace
Esmílace o també Esmílax (en grec antic: Σμῖλαξ) va ser, segons la mitologia grega, una nimfa estimada per Crocos, al qual va rebutjar.
Els déus, en veure la tristesa de Crocos el van transformar en safrà (Crocus sativus), i a Esmílace la van convertir en arítjol (Smilax aspera).